# 张其瑾
張其瑾（？年—1642年），字霍僮，號石公，河南洛陽縣人，明朝政治人物、同進士出身。

## 生平
陕西按察使张以谦之孙。崇禎九年（1636年）丙子科河南鄉試第三十六名舉人，崇禎十年（1637年）联捷丁丑科二甲进士，兵部觀政，十二年授山西解州知州，十二年任山西乡试同考官。十四年调山东濮州，十五年任本省鄉試同考官，崇祯十五年（1642年）清兵相继攻陷濮州、寿张、范县、清丰等县、州城，大掠而去，官绅、民众死者甚众。濮州知州张其瑾、范县知县吴光寅死于清兵之中。其瑾妻劉氏也自宅内投井而死。

## 家族
曾祖张得，封叅政；祖父张以谦，乙未進士，陕西按察使；本生祖张以善，廪生；父张大溥，庠生。